# Rádio Popular-Boavista
L'equip Rádio Popular-Boavista (codi UCI: RPB) és un equip de ciclisme portuguès de categoria continental. Forma part del diferents programes esportius de club Boavista Futebol Clube.

## Principals resultats
- Volta a Portugal: Cássio Freitas (1992), Joaquim Gomes (1993)
- Volta a l'Algarve: Joaquim Gomes (1992), Cássio Freitas (1993, 1995)
- Gran Premi Torres Vedras: Joaquim Gomes (1994), Delmino Pereira (1997), Adrián Palomares (2001), David Bernabeu (2002), Tiago Machado (2008)
- Gran Premi de la vila de Nogent-sur-Oise: Arturas Trumpauskas (2001)
- Clàssica als Ports de Guadarrama: Josep Jufré (2002)
- Tour de Finisterre: David Bernabeu (2002)
- Melbourne-Warnambool: Simon Gerrans (2003)
- Volta a l'Alentejo: Daniel Andonov Petrov (2004)

### A les grans voltes
- Giro d'Itàlia
  - 0 participacions
- Tour de França
  - 0 participacions
- Volta a Espanya
  - 1 participacions (1994)
  - 0 victòries d'etapa:
  - 0 classificació finals:
  - 0 classificacions secundàries:

## Composició de l'equip
| \| Llista de l'equip 2017 \| Llista de l'equip 2017 \| Llista de l'equip 2017 \| Llista de l'equip 2017 \| \| Ciclista \| Data de naixement \| Equip previ \| \| \| ---------------------------------- \| ---------------------- \| ------------------------------------- \| ---------------------- \| \| João Benta \| 21 de desembre de 1986 \| Louletano-Hospital de Loulé (2016) \| \| \| Filipe Cardoso \| 15 de maig de 1984 \| Efapel (2016) \| \| \| Xuban Errazkin \| 25 de agost de 1996 \| \| \| \| Víctor Etxeberria \| 24 de març de 1993 \| Caja Rural-Seguros RGA amateur (2015) \| \| \| Ricardo Ferreira \| 21 de setembre de 1992 \| \| \| \| Luís Gomes \| 7 de maig de 1994 \| \| \| \| Domingos Gonçalves \| 13 de febrer de 1989 \| Caja Rural-Seguros RGA (2016) \| \| \| Pablo Guerrero \| 20 de març de 1992 \| \| \| \| David Rodrigues \| 10 de juliol de 1991 \| \| \| \| Daniel Sánchez \| 11 de agost de 1992 \| \| \| \| Rui Sousa (1 de gen–15 de ago) \| 17 de juliol de 1976 \| Efapel-Glassdrive (2013) \| \| \| Iegor Silin (10 de març–31 de des) \| 25 de juny de 1988 \| Katusha (2016) \| \| \| \| \| \| \| \| Font: Cycling Quotient \| \| \| \| |                        |                                       |  |
| Llista de l'equip 2017 |                        |                                       |  |
| Ciclista | Data de naixement      | Equip previ                           |  |
| João Benta | 21 de desembre de 1986 | Louletano-Hospital de Loulé (2016)    |  |
| Filipe Cardoso | 15 de maig de 1984     | Efapel (2016)                         |  |
| Xuban Errazkin | 25 de agost de 1996    |                                       |  |
| Víctor Etxeberria | 24 de març de 1993     | Caja Rural-Seguros RGA amateur (2015) |  |
| Ricardo Ferreira | 21 de setembre de 1992 |                                       |  |
| Luís Gomes | 7 de maig de 1994      |                                       |  |
| Domingos Gonçalves | 13 de febrer de 1989   | Caja Rural-Seguros RGA (2016)         |  |
| Pablo Guerrero | 20 de març de 1992     |                                       |  |
| David Rodrigues | 10 de juliol de 1991   |                                       |  |
| Daniel Sánchez | 11 de agost de 1992    |                                       |  |
| Rui Sousa (1 de gen–15 de ago) | 17 de juliol de 1976   | Efapel-Glassdrive (2013)              |  |
| Iegor Silin (10 de març–31 de des) | 25 de juny de 1988     | Katusha (2016)                        |  |
| |                        |                                       |  |
| Font: Cycling Quotient |                        |                                       |  |

## Classificacions UCI
Fins al 1998 els equips ciclistes es trobaven classificats dins l'UCI en una única categoria. El 1999 la classificació UCI per equips es dividí entre GSI, GSII i GSIII. D'acord amb aquesta classificació els Grups Esportius I són la primera categoria dels equips ciclistes professionals. La següent classificació estableix la posició de l'equip en finalitzar la temporada.
| Temporada | Classificació per equips | Millor ciclista en la classificació individual |
| --------- | ------------------------ | ---------------------------------------------- |
| 1995      | 43è                      | Delmino Pereira (391è)                         |
| 1996      | 56è                      | Carlos Carneiro (609è)                         |
| 1997      | 52è                      | Delmino Pereira (281è)                         |
| 1998      | 57è                      | José Luis Rebollo (451è)                       |
| 1999      | 38è (GSII)               | Delmino Pereira (539è)                         |
| 2000      | -                        | Victoriano Fernández (590è)                    |
| 2001      | 31è (GSII)               | Adrián Palomares (467è)                        |
| 2002      | 13è (GSII)               | David Bernabeu (72è)                           |
| 2003      | 19è (GSII)               | Peio Arreitunandia (351è)                      |
| 2004      | 12è (GSIII)              | Pedro Miguel Miranda (338è)                    |

A partir del 2005, l'equip participa en els Circuits continentals de ciclisme. La taula presenta les classificacions de l'equip al circuit, així com el millor ciclista individual.
UCI Amèrica Tour
| Temporada | Classificació per equips | Millor ciclista en la classificació individual |
| --------- | ------------------------ | ---------------------------------------------- |
| 2005      | 25è                      | Pedro Miguel Miranda (222è)                    |
| 2010      | 38è                      | Daniel Andonov Petrov (337è)                   |
| 2012      | 37è                      | Daniel Eduardo Silva (151è)                    |

UCI Àsia Tour
| Temporada | Classificació per equips | Millor ciclista en la classificació individual |
| --------- | ------------------------ | ---------------------------------------------- |
| 2007      | 39è                      | Jacek Morajko (139è)                           |

UCI Europa Tour
| Temporada | Classificació per equips | Millor ciclista en la classificació individual |
| --------- | ------------------------ | ---------------------------------------------- |
| 2005      | 59è                      | Pedro Miguel Miranda (79è)                     |
| 2006      | 50è                      | Manuel Antonio Cardoso (165è)                  |
| 2007      | 56è                      | Tiago Machado (134è)                           |
| 2008      | 68è                      | Tiago Machado (143è)                           |
| 2009      | 33è                      | Tiago Machado (29è)                            |
| 2010      | 61è                      | Daniel Andonov Petrov (216è)                   |
| 2011      | 56è                      | João Cabreira (183è)                           |
| 2012      | 84è                      | José Gonçalves (334è)                          |
| 2013      | 97è                      | Daniel Eduardo Silva (400è)                    |
| 2014      | 78è                      | Rui Sousa (174è)                               |
| 2015      | 64è                      | Alberto Gallego (183è)                         |
| 2016      | 57è                      | Daniel Silva (368è)                            |
| 2017      | 79è                      | João Benta (242è)                              |

UCI Oceania Tour
| Temporada | Classificació per equips | Millor ciclista en la classificació individual |
| --------- | ------------------------ | ---------------------------------------------- |
| 2006      | 27è                      | Ben Day (74è)                                  |